# Laminafroneta
Laminafroneta är ett släkte av spindlar. Laminafroneta ingår i familjen täckvävarspindlar.
Kladogram enligt Catalogue of Life:
| Laminafroneta | \| \| Laminafroneta bidentata \| \| \| \| \| \| Laminafroneta brevistyla \| \| \| \| |
|               | \| \| Laminafroneta bidentata \| \| \| \| \| \| Laminafroneta brevistyla \| \| \| \| |
|               | Laminafroneta bidentata                                                              |
|               |                                                                                      |
|               | Laminafroneta brevistyla                                                             |
|               |                                                                                      |